# Player's Choice
Player's Choice er en serie af billige spil til Nintendos spillekonsoller, som har solgt en million eksemplarer eller mere. 